# Willkuer
Willkuer ist eine Deutschrock-Band aus Hülben.

## Bandgeschichte
Willkuer wurde 2007 noch zu Schulzeiten als reine Coverband gegründet. Das Line-up besteht aus Moritz Hermle (Gesang), Julian Kuder (Gitarre), Tobias Röschl (Gitarre), Andreas Weible (Bass) und Florian Söll (Schlagzeug). Die Band spielte mehr als 200 Shows, vorwiegend in Reutlingen und Umgebung, wobei sie vor allem Bands der Deutschrock-Szene coverten. 2018 entschieden sich die Musiker, mit eigenen Songs weiterzumachen. Mitten im Songwritingprozess erlitt Gitarrist Julian Kuder einen Herzstillstand, konnte jedoch reanimiert werden. Mit den eigenen Songs überzeugte die Band Ende 2019 das Deutschrocklabel Rookies & Kings und den Musikvertrieb Soulfood Music von sich. Am 8. Januar 2021 gab das italienisch-deutsche Label bekannt, die Band in ihrer „Newcomer Offensive“ unter Vertrag genommen zu haben, wobei sie jedoch schon seit 2019 dort unter Vertrag standen.
Am 29. Januar 2021 erschien die erste, selbstbetitelte Single „Willkuer“, gefolgt von den Singles Wir sind, wer wir sind am 17. März, Scheißegal am 11. April 2021 sowie Für immer ist ne lange Zeit am 2. Mai 2021. Die Albumveröffentlichung erfolgte am 7. Mai 2021. Das selbstbetitelte Album erreichte Platz 11 der deutschen Albumcharts. Neben Gesellschaftskritik und Provokation, die zum Nachdenken anregt, will die Band vor allem eines: mit ihrer Musik möglichst vielen Menschen ein positives Lebensgefühl schenken, Mut machen und in schwierigen Zeiten eine Stütze sein.
Am 16. bis 18. September 2022 veranstaltete die Band nach dem ersten Erfolg aus dem Vorjahr das zweite Willkuer Heimspiel in ihrem Heimatdorf Hülben auf der Schwäbischen Alb. 2021 wurde der Verein Willkuer Supporters gegründet.
Am 9. September 2022 wurde die erste Single Bevor hier alles hochgeht vom neuen Album veröffentlicht. Am 14. Oktober folgte die Single Alles schon gehört. Das dritte Album wurde am 5. Juni 2025 veröffentlicht und erreichte in der Folgewoche Platz 2 der deutschen Albumcharts; vorher waren insgesamt 8 Songs jeweils mit einem Video als Single veröffentlicht worden.

## Diskografie

### Studioalben
- 2021: Willkuer
- 2023: Zwei
- 2025: Drei

### Singles
- 2021: Willkuer
- 2021: Wir sind, wer wir sind
- 2021: Scheißegal
- 2021: Für immer ist ne lange Zeit
- 2021: Das wird gross I EM Hymne 2021
- 2022: Bevor hier alles hochgeht
- 2022: Alles schon gehört
- 2022: Heimspiel
- 2022: Ich bin nicht ok
- 2023: Die Besten sterben nie
- 2023: Keiner von Euch